# Excursionnistes marseillais
« Les Excursionnistes marseillais » est une association française située en Provence, consacrée aux activités de pleine nature, telles  la randonnée pédestre, la Marche Aquatique (ou Longe-Côte), et la Marche Nordique. Elle propose à ses adhérents des activités culturelles, dont certaines liées à la préservation de l’identité marseillaise.

## Descriptif
Fondés en 1897 par Paul Ruat, sous le nom d'Association pour l'essor provençal, avec Dominique Piazza pour premier président, « Les Excursionnistes marseillais » - appelés communément « Les Excurs » - sont reconnus d'utilité publique en 1920 sous la présidence de A. Péllicé, qui dura 29 ans (1911/1940). Trois personnages fondamentaux dans la grande histoire des Excurs, qui participe volontiers à la grande Histoire de Marseille. 
De 1933 à 1983, le Siège de l’Association est installé au 33 allée Léon Gambetta dans le 1er arrondissement de Marseille. On peut encore voir l'enseigne en fer forgé à l'entrée du local désormais occupé par une autre association. Le siège social est aujourd'hui implanté à proximité, au 16 rue de la Rotonde. 
Cette association a eu un fort impact sur la promotion de la randonnée, de l'alpinisme et de l'escalade dans la région de Marseille et au-delà,  au côté des sections locales du Club alpin français dont elle est issue, avant de s’en émanciper pour devenir dès 1897 parfaitement autonome. Elle fut également de par son engagement sur le préservation des l’environnement très impliquée dans la création du « Parc Naturel Régional des Calanques », dont elle poursuit sa mission  de par sa présence au Conseil d’Administration.
Forte en 2025 de plus de 850 adhérents (elle en a compté plusieurs milliers avant la Seconde Guerre mondiale), elle est considérée comme l’une des plus importantes associations proposant des activités de pleine nature au niveau national.